# Warzone
Warzone — нью-йоркская хардкор-группа. Собрались в 1983 году и играли до 1997 года. Несмотря на огромный вклад всех музыкантов, когда-либо игравших в этой банде, основой группы был Рэй «Рэйбиз» Бэрбэри (Raymond «Raybeez» James Barbieri). Группа играла жесткий, быстрый хардкор. Тексты их песен имели острую социальную направленность: неприятие любых форм дискриминации (в том числе расизма и нацизма), осуждение продажного правосудия, отрицание политических разногласий среди молодежи. При этом Raybeeze разделял патриотические взгляды, посвятив немалую часть своей жизни службе в ВМС США.
На концертах WARZONE собиралась совершенно разнообразная публика: скинхеды-антирасисты, панки, металлисты, стрэйтэджеры. Чтобы предотвратить возможные драки между поклонниками творчества группы, Raybeez обычно выходил с микрофоном в зрительный зал и пел вместе с публикой, пытаясь таким образом создать атмосферу единства людей с разными политическими взглядами, разным цветом кожи, разных возрастов и полов.
Рэй «Рэйбиз» Бэрбэри скончался в 1997 году от обострения пневмонии, которую заработал на военной службе. Правительство США не удосужилось оказать ему какую-либо помощь, несмотря на то, что он был ветераном ВМС.
Смерть Рэя сильно потрясла нью-йоркскую и американскую хардкор-сцену. На протяжении долгого времени над входом в легендарный клуб CBGB находилась простая надпись: «R.I.P. Ray» («Покойся с миром, Рэй»). Множество банд исполнят каверы на песни WARZONE на своих концертах, в 2007 году на Eternalis Rec был издан трибьют этой группе.

## Дискография
- Lower East Side Crew (1987) — EP
- Don’t Forget the Struggle, Don’t Forget the Streets (1988) — LP
- Open Your Eyes (Warzone album)|Open Your Eyes (1989) — LP
- Warzone (1990) — LP
- Live at CBGBs (1993) — live EP
- Old School to New School (1994) — LP
- Split with Cause for Alarm (1995) — split 10" EP
- Lower East Side (1996) — EP
- The Sound of Revolution (1996) — LP
- Fight For Justice (1997) — LP
- The Victory Years (1998) — partial discography LP
- «Colorblind» (1993) — LP